# Opisthoxia amphistrataria
Opisthoxia amphistrataria är en fjärilsart som beskrevs av Charles Oberthür 1916. Opisthoxia amphistrataria ingår i släktet Opisthoxia och familjen mätare. Inga underarter finns listade i Catalogue of Life.